# NPHP1
La nefrocistina 1 (NPHP1) es una proteína codificada en humanos por el gen NPHP1.
Este gen codifica una proteína con un dominio 3 homólogo a Src (SH3). Mutaciones en este gen causan nefronoptisis familiar juvenil y el Síndrome de Senior-Loken.

## Interacciones
La proteína NPHP1 ha demostrado ser capaz de interaccionar con:
- BCAR1[2][3]
- PTK2B[3]
- Filamina A[4]
- INVS[5]